# Boothite
La boothite è un minerale appartenente al gruppo della melanterite.